# Anton Cajetan Adlgasser
Anton Cajetan Adlgasser, sau Anton Cajetan Adelgasser, (n. 1 octombrie 1729 Inzell, Bavaria, Germania – d. 21 decembrie 1777 Salzburg, Austria) a fost un compozitor și organist german.